# نورليوسين
النورليوسين (بالإنجليزية: Norleucine )‏ (تختصر إلى Nle) وهو عبارة عن أيزومر لليوسين ، ألفا- حمض أميني- 2- الحمض السداسي الأميني . هذا المركب لا يتواجد في البروتينات الطبيعية . ويستخدم النورليوسين في الدراسات التجريبية لتركيب ووظيفة البروتين .